# Emirados Árabes Unidos nos Jogos Olímpicos de Verão de 1992
Os Emirados Árabes Unidos competiu nos Jogos Olímpicos de Verão de 1992, realizados em Barcelona, Espanha.